# Eric Aghimien
Eric Enomamien Aghimien es un director, productor, guionista y editor nigeriano. Su primer largometraje, A Mile from Home, ganó premios tanto en los Africa Magic Viewers Choice Awards 2014 como en la décima edición de los Premios de la Academia del Cine Africano.

## Biografía
Aghimien nació en la ciudad de Benín, en el estado de Edo y es el cuarto de siete hermanos. Mientras estaba en la primaria, comenzó a dibujar cómics y a venderlos a sus compañeros. Asistió a Immaculate Conception College y la Politécnica Auchi.
Obtuvo un Diploma Nacional en Tecnología de Laboratorio de Ciencias en 2005. Después de obtener su diploma, decidió seguir una carrera en la industria del entretenimiento.

## Carrera profesional
En 2006, se mudó a Lagos para seguir una carrera en el cine. En 2007, asistió a un instituto de capacitación en computación donde aprendió a usar computadoras, diseño gráfico y edición de videos.
En 2011, realizó un cortometraje experimental titulado Heckto, nominado a Mejor Uso de Efectos Especiales y Mejor Actor en el Festival Internacional de Cortometrajes 2012. También su primer largometraje A Mile from Home, recibió críticas positivas.

## Filmografía
| Año  | Película         | Papel                         |
| ---- | ---------------- | ----------------------------- |
| 2011 | Heckto (corto)   | Guionista, director           |
| 2013 | A Mile from Home | Escritor, productor, director |
| 2014 | Margen (corto)   | Guionista, director           |
| 2016 | Slow Country     | Escritor, productor, director |

## Premios y nominaciones
| Año  | Premios                                                     | Categoría                                   | Nominado         | Resultado |
| ---- | ----------------------------------------------------------- | ------------------------------------------- | ---------------- | --------- |
| 2013 | Premios Blueprint                                           | Productor de cine del año                   | A Mile from Home | Ganador   |
| 2014 | Premios Africa Magic Viewers 'Choice                        | Mejor diseñador de iluminación              | A Mile from Home | Nominado  |
| 2014 | Premios de la Academia de Cine de África                    | Logro en efectos visuales                   | A Mile from Home | Ganador   |
| 2014 | Premios de la Academia de Cine de África                    | Logro en maquillaje                         | A Mile from Home | Nominado  |
| 2014 | Premios Best of Nollywood                                   | Mejor Director                              | A Mile from Home | Nominado  |
| 2014 | Premios Best of Nollywood                                   | Mejor película editada                      | A Mile from Home | Ganador   |
| 2014 | Premios Best of Nollywood                                   | Mejor película                              | A Mile from Home | Nominado  |
| 2014 | Premios Best of Nollywood                                   | Mejor guion                                 | A Mile from Home | Nominado  |
| 2014 | Premios Best of Nollywood                                   | Película con los mejores efectos especiales | A Mile from Home | Ganador   |
| 2014 | Premios de la película Golden Icons Academy                 | Mejor Director                              | A Mile from Home | Ganador   |
| 2014 | Premios de la película Golden Icons Academy                 | Productor del año                           | A Mile from Home | Nominado  |
| 2014 | Premios de la película Golden Icons Academy                 | Mejor película editada                      | A Mile from Home | Nominado  |
| 2014 | Premios de la película Golden Icons Academy                 | Mejor fotografía                            | A Mile from Home | Nominado  |
| 2014 | Premios de la película Golden Icons Academy                 | Mejor película                              | A Mile from Home | Nominado  |
| 2014 | Premios de la película Golden Icons Academy                 | Mejor Drama                                 | A Mile from Home | Ganador   |
| 2014 | Premios de películas de Nollywood                           | Mejor Director                              | A Mile from Home | Nominado  |
| 2014 | Premios de películas de Nollywood                           | Mejor película                              | A Mile from Home | Ganador   |
| 2014 | Premios de películas de Nollywood                           | Mejor fotografía                            | A Mile from Home | Nominado  |
| 2014 | Premios de películas de Nollywood                           | Mejor guion original                        | A Mile from Home | Nominado  |
| 2014 | Premios de películas de Nollywood                           | Mejor diseño de escenografía                | A Mile from Home | Nominado  |
| 2014 | Festival de Cine de África y Premios de la Academia (ZAFAA) | Mejor Productor                             | A Mile from Home | Nominado  |
| 2014 | Festival de Cine de África y Premios de la Academia (ZAFAA) | Mejor editor                                | A Mile from Home | Ganador   |